# 甲賀市立山内小学校
甲賀市立山内小学校（こうかしりつ やまうちしょうがっこう）は、滋賀県甲賀市土山町黒川にあった市立の小学校。学校の統廃合により2017年（平成29年）3月に閉校となった。

## 所在地
- 滋賀県甲賀市土山町黒川1536

## 概要
鈴鹿峠の麓に位置する学校として、民謡「鈴鹿馬子唄」の教育も行われてきた。
校舎の面積は1690平方メートルで、構造は鉄筋コンクリート造の3階建て。
甲賀市の学校再編計画により、土山小学校に統合される形で閉校となった。あくまで、校舎を転用できるような形にするため「休校」ではなく「閉校」の措置が取られている。

## 沿革
1873年（明治6年）の時点で進道学校・黒滝学校・文盛学校・山原学校の4校が存在した。この4つの学校が統合されて1901年（明治34年）に「山内村立山内尋常小学校」となった。そして、山内国民学校（1941年～）、山内村立山内小学校（1947年～）、土山町立山内小学校（1955年～）、甲賀市立山内小学校（2004年～）と変遷する。
2017年（平成29年）3月に143年の歴史に幕を閉じた。
2019年（令和元年）9月20日、小学校の跡地利用に関してウイルステージ（滋賀県草津市）と甲賀市の間で基本協定が結ばれた。校舎内の教室や体育館に水槽を設置し、ヒラメやトラフグ、マスなどの陸上養殖が行われている。旧校舎や園舎を用いた養殖事業は滋賀県内では初。浄化装置を24時間作動させ、長期間にわたって水を替えない「完全閉鎖循環型陸上養殖」が行われている。さらに校庭をグランピング施設として活用する予定。

## 校区
閉校前は以下の地区の生徒が通学対象となっていた。
- 土山町黒滝
- 土山町黒川
- 土山町笹路
- 土山町山女原
- 土山町山中
- 土山町猪鼻